# Stazione di Sesto al Reghena
Stazione di Sesto al Reghena 1987-ben bezárt vasútállomás Olaszországban, Sesto al Reghena településen.

## Vasútvonalak
Az állomást az alábbi vasútvonalak érintették:
- San Vito al Tagliamento-Motta di Livenza-vasútvonal

## Kapcsolódó állomások
A vasútállomáshoz az alábbi állomások vannak a legközelebb:
- Stazione di Chions-Azzano Decimo
- Stazione di San Vito al Tagliamento